# Jill Clayburgh
Jill Clayburgh (Nova York, 30 de abril de 1944 — Lakeville, 5 de novembro de 2010) foi uma atriz norte-americana duas vezes indicada ao Óscar. A primeira vez em 1978 por An Unmarried Woman, de Paul Mazursky, e um ano mais tarde por Starting Over, de Alan J. Pakula.
Em 1978, ela recebeu o prêmio de melhor interpretação feminina no Festival de Cannes por seu trabalho em An Unmarried Woman.
Morreu em 2010, aos 66 anos, vítima de leucemia, doença contra a qual lutava havia 21 anos.

## Filmografia
- The Wedding Party (1969).... Josephine
- The Telephone Book (1971) (não creditada).... Bit Part
- Portnoy's Complaint (1972).... Naomi
- The Thief Who Came to Dinner (1973).... Jackie
- The Terminal Man (1974).... Angela Black
- Gable and Lombard (1976).... Carole Lombard
- Silver Streak (1976).... Hilly Burns
- Semi-Tough (1977).... Barbara Jane Bookman
- An Unmarried Woman (1978).... Erica
- La luna (1979).... Caterina Silveri
- Starting Over (1979).... Marilyn Holmberg
- It's My Turn (1980).... Kate Gunzinger
- First Monday in October (1981).... Ruth Loomis
- I'm Dancing as Fast as I Can (1982).... Barbara Gordon
- Hanna K. (1983).... Hanna Kaufman
- Where Are the Children? (1986).... Nancy Holder Eldridge
- Shy People (1987).... Diana
- Oltre l'oceano (1990).... Ellen
- Pretty Hattie's Baby (1991)
- Le grand pardon II (1992).... Sally White
- Whispers in the Dark (1992).... Sarah Green
- Rich in Love (1993).... Helen Odom
- Naked in New York (1993).... Shirley, Jake's Mother
- For the Love of Nancy (1994).... Sally Walsh
- Fools Rush In (1997).... Nan Whitman
- Going All the Way (1997).... Alma Burns
- Never Again (2001).... Grace
- Vallen (2001).... Ruth
- Running with Scissors (2006).... Agnes Finch
- Love and Other Drugs (2010) ... Nancy Randall